# Robert Morris (parapsycholoog)
Robert L. Morris (9 juli 1942 – 12 augustus 2004), naar Angelsaksisch gebruik ook Bob Morris genoemd, was een psycholoog, gepromoveerd aan de Duke University.
Sinds 1985 bekleedde hij, als eerste, de Arthur Koestler-leerstoel voor parapsychologie aan de Universiteit van Edinburg.
Als parapsycholoog hield hij zich onder meer bezig met Ganzfeld-experimenten en onderzoek naar de uitkomsten die anderen met die experimenten claimden te hebben bereikt. Robert Morris werd alom gerespecteerd en vertrouwd, onder andere ook vanwege zijn wetenschappelijk-afstandelijke houding ten aanzien van zijn onderzoeksveld en zijn kritische blik. De dialoog met sceptici moedigde hij aan, hoewel hij ze liever 'tegenpleiters' noemde - aangezien hij van mening was dat alle parapsychologen sceptisch dienen te zijn.